# Coelogyne merrillii
Coelogyne merrillii é uma espécie de orquídea epífita, família Orchidaceae, originária das Filipinas.